# 파일럿윙즈 (비디오 게임)
《파일럿윙즈》(Pilotwings)는 닌텐도가 개발 및 발매했던 1990년 슈퍼패미콤용 플라이트 시뮬레이션 게임이다. 《파일럿윙즈》 시리즈 첫 번째 게임이다. 프로듀서는 미야모토 시게루다. 이후 후속작인 파일롯 윙즈 64가 닌텐도 64에, 파일롯 윙즈 3DS가 닌텐도 3DS로 개발 및 발매했다.

## 평가
《파일럿윙즈》는 출시 당시 긍정적인 평가를 받았다.